# Монтемайор
Монтемайор (ісп. Montemayor) — муніципалітет в Іспанії, у складі автономної спільноти Андалусія, у провінції Кордова. Населення — 4114 осіб (2010).
Муніципалітет розташований на відстані близько 320 км на південь від Мадрида, 26 км на південь від Кордови.

## Демографія
Динаміка населення (INE ):

## Галерея зображень

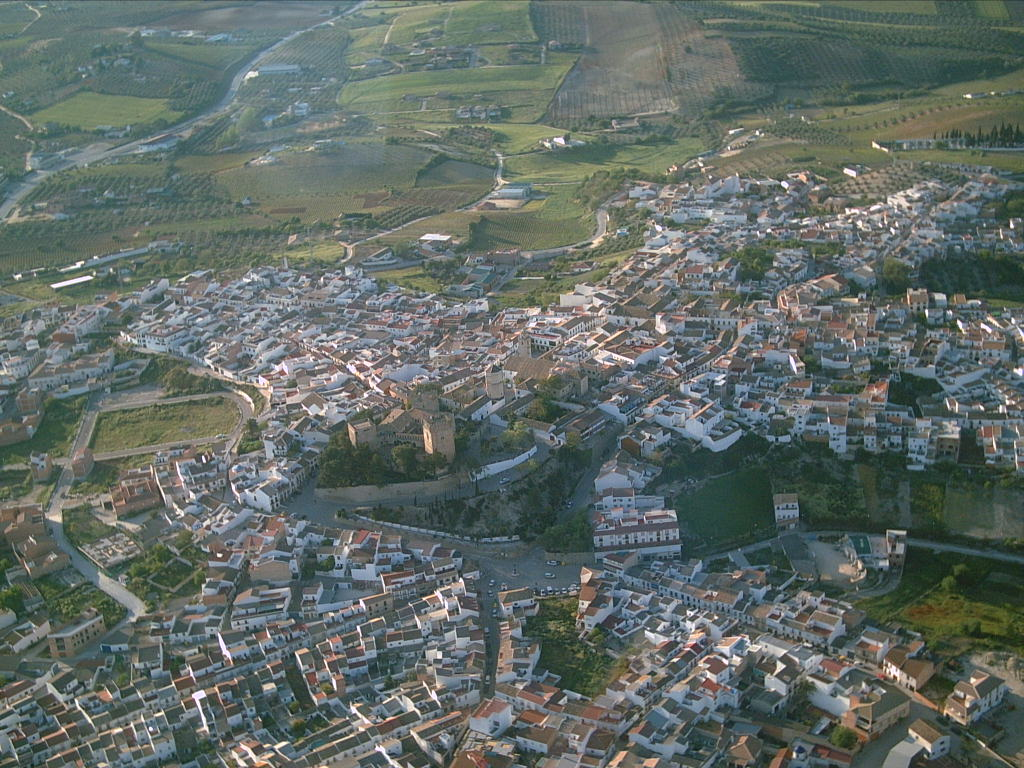
Монтемайор згори
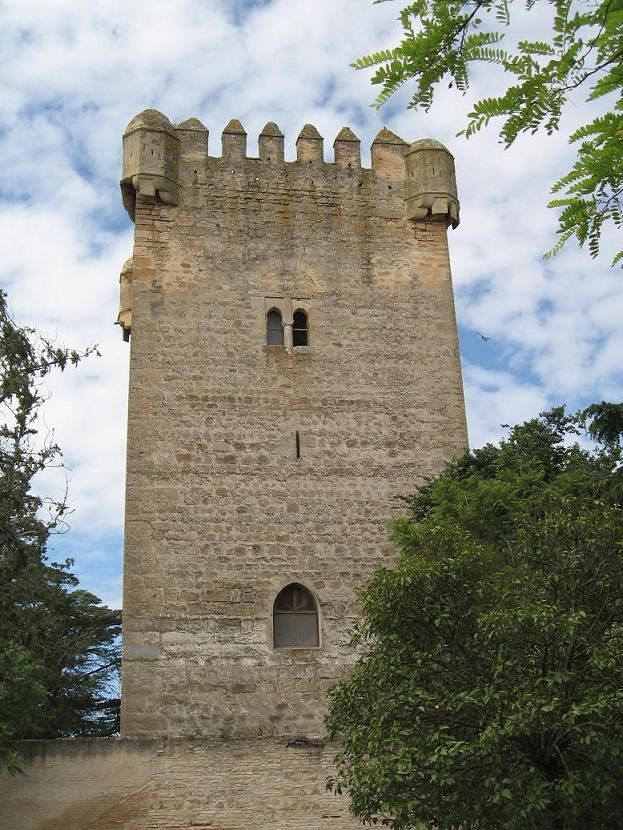
Вежа замку